# Marcato (musique)
Pour les articles homonymes, voir Marcato.

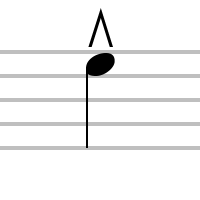
Son marcato (accentuation).

Marcato est un mot italien (marcato, marqué) désignant une manière de jouer les notes en martelant celles-ci. Le musicien pouvant détacher chaque note ou les accentuer. Sa principale utilisation est d'attirer l'attention sur la mélodie ou le sujet qui peut être négligé.
Dans son usage au XVIIIe siècle le terme français « marqué », est proche (en italien : marcando) et à la fois distinct : il implique plutôt l'accentuation des temps pour les bien sentir. L'équivalent allemand est markiert.
L'abréviation notée sur la partition est « Marc. ».
Le terme est rare avant le XIXe siècle et n'apparaît pas spécifiquement dans le Musikalisches Lexikon de Koch en 1802,. 
Des exemples d'apparitions : Beethoven, dans le sixième quatuor à cordes de l'opus 18, note « queste note ben marcate » (au début et à la fin de l'Adagio ma non troppo pour le violoncelle puis l'alto) ; Frédéric Chopin, dans Krakowiak op. 14, écrit « il basso ben marcato ». Paganini indique « marcato » pour son vingt-deuxième des Caprices, op. 1. Schumann dans la seconde des Études symphoniques, précise « marcato il canto » et à la basse « marcato il tema ». On retrouve la même expression « marcato il canto » dans le prélude Asturias des Chants d'Espagne d'Isaac Albéniz. Stravinsky, utilise également l'expression « p ma ben articulato », qui signifie la même chose, dans sa Symphonie pour instruments à vent. 
L'expression « ben marcato » s'accole souvent avec l'indication de mouvement rapide, comme « Allegro energico, sempre ben marcato » dans le finale de la Neuvième de Beethoven, dans « Allegro ben marcato » du finale du  2e Concerto pour violon de Serge Prokofiev, ou le finale de la Symphonie nº 5 d'Arthur Honegger. D'autres fois, avec emphase dans l'expression « molto marcato » : par exemple chez Rachmaninoff des Études-Tableaux, op. 33 no 1 ou la cinquième symphonie pour orgue de Louis Vierne.
On trouve aussi, mais très rarement, la forme superlative « marcatissimo » : à la fin de l'Étude op. 25 no 11 de Chopin et dans le finale de la sonate en fa mineur de Robert Schumann et « sempre marcatissimo » indiqué dès le début de la huitième des Études symphoniques. Bartók l'utilise dans ses deuxième et sixième quatuors à cordes.
Le signe d'expression « ^ » au-dessus de la note, est une figuration équivalente au terme « marcato ».
Le thème extrait de l'Adagio de la septième symphonie de Bruckner.

## Sources
- Walter Piston, Orchestration. New York, Norton, 1955, p. 17–20.
- Jacques Chailley, « Marcato », dans Marc Vignal, Dictionnaire de la musique, Paris, Larousse, 1982, 1803 p. (ISBN 2-03-511303-2, OCLC 9281804), p. 969.
- Peter Gammond et Denis Arnold (dir.) (trad. de l'anglais par Marie-Stella Pâris, Adaptation française par Alain Pâris), Dictionnaire encyclopédique de la musique : Université d'Oxford [« The New Oxford Companion to Music »], t. II : L à Z, Paris, Éditions Robert Laffont, coll. « Bouquins », 1991 (1re éd. 1988), 987 p. (ISBN 2-221-05655-8, OCLC 19339606, BNF 36632390), p. 86.
- (en) John Alexander Fuller Maitland et David Fallows, « Marcato », dans The New Grove Dictionary of Music and Musicians, Londres, Macmillan, seconde édition, 29 vols. 2001, 25 000 p. (ISBN 9780195170672, lire en ligne)

## Liens contextuels
- Caractère (musique)
- Accent (musique)
- Phrasé (musique)
- Nuance (musique)
- Liste des termes italiens employés en musique